# زوران بویوویچ
زوران بویوویچ (انگلیسی: Zoran Bojović؛ زادهٔ ۲۶ نوامبر ۱۹۵۶) بازیکن سابق یوگسلاو و مربی فوتبال اهل صربستان است.
از باشگاه‌هایی که در آن بازی کرده‌است می‌توان به باشگاه فوتبال رادنیشکی نیش، باشگاه فوتبال سرکل بروژ، و باشگاه فوتبال استاندارد لیژ اشاره کرد.
وی همچنین در تیم ملی فوتبال یوگسلاوی بازی کرده‌است.